# 15-й моторизований корпус (Третій Рейх)
XV (15-й) моторизо́ваний ко́рпус (нім. XV. Armeekorps (mot.) — моторизований корпус Вермахту за часів Другої світової війни.

## Історія
XV-й армійський корпус був сформований 10 жовтня 1938 у IX-му військовому окрузі (нім. Wehrkreis IX) в Єні. Згодом шляхом перейменування XV-го армійського корпусу був утворений XV-й моторизований корпус. Під час війни з Францією діяв, як Танкова група Гота. 16 листопада 1940 корпус переформований на 3-тю танкову групу.

## Райони бойових дій
- Німеччина (жовтень 1938 — вересень 1939);
- Польща (вересень — жовтень 1939);
- Німеччина (жовтень 1939 — травень 1940);
- Франція (травень — листопад 1940);

## Командування

### Командири
- генерал-лейтенант, з 19 липня 1940 генерал від інфантерії Герман Гот (нім. Hermann Hoth) (10 жовтня 1938 — 16 листопада 1940).

## Бойовий склад XV-го моторизованого корпусу
Формування управління, забезпечення та підтримки
- 110-те артилерійське командування (Arko 110),
- 415-те управління корпусного постачання (Korps-Nachschubtruppen 415);
- 61-й корпусний батальйон зв'язку (Korps-Nachrichten-Abteilung 61);
- 415-й взвод фельджандармерії (Feld-Gendarmerie-Trupp 415);
- 415-й топографічний відділ корпусу (Korps-Kartenstelle 415);
- 415-та транспортне управління корпусу (Kradmeldezug 415);
- 415-та польова пошта (Feldpostamt 415).

- 2-га легка дивізія (2. leichte Division);
- 3-тя легка дивізія (3. leichte Division).

- 5-та танкова дивізія (5. Panzer-Division);
- 6-та танкова дивізія (6. Panzer-Division);
- 7-ма танкова дивізія (7. Panzer-Division).

- 6-та танкова дивізія;
- 62-га піхотна дивізія (62. Infanterie-Division).

- 5-та танкова дивізія;
- 7-ма танкова дивізія;
- 2-га моторизована дивізія (2. Infanterie-Division (mot.).

- 4-та танкова дивізія (4. Panzer-Division);
- 20-та піхотна дивізія (20. Infanterie-Division).